# Igualada
Igualada (kat. [iɣwəɫaðə]) ist eine rund 60 km nordwestlich Barcelonas liegende Stadt mit 41.466 Einwohnern (Stand: 2024) in der Provinz Barcelona in Katalonien im Nordosten Spaniens.
Großteils ist die südliche Begrenzung der Stadt der Anoia, ein Nebenfluss des Llobregat, die östliche die Riera d'Òdena, ein im Südosten Igualadas in den Anoia mündender Bach. Nördlich, knapp außerhalb der Stadtgrenze, liegt die von Madrid nach Barcelona führende Autovía A-2 mit zwei Anbindungen an die Stadt.
Igualada, Hauptstadt der Comarca Anoia, ist Zentrum einer reichen Kultur- und Weinlandschaft und verfügt über nennenswerte Industrien in den Bereichen Baumwolle und Stoffe, Seife, Leder und Nägel.

## Kultur und Sehenswürdigkeiten
Igualada ist bekannt für ihre Altstadt mit schmalen, gewundenen Straßen und den Überresten einer alten Festungsanlage, während die „Neustadt“ wesentlich moderner ist. Im Süden befindet sich das Museu de la Pell d'Igualada, das einzige dem Leder, seiner Herstellung und Verarbeitung gewidmete Museum Spaniens.

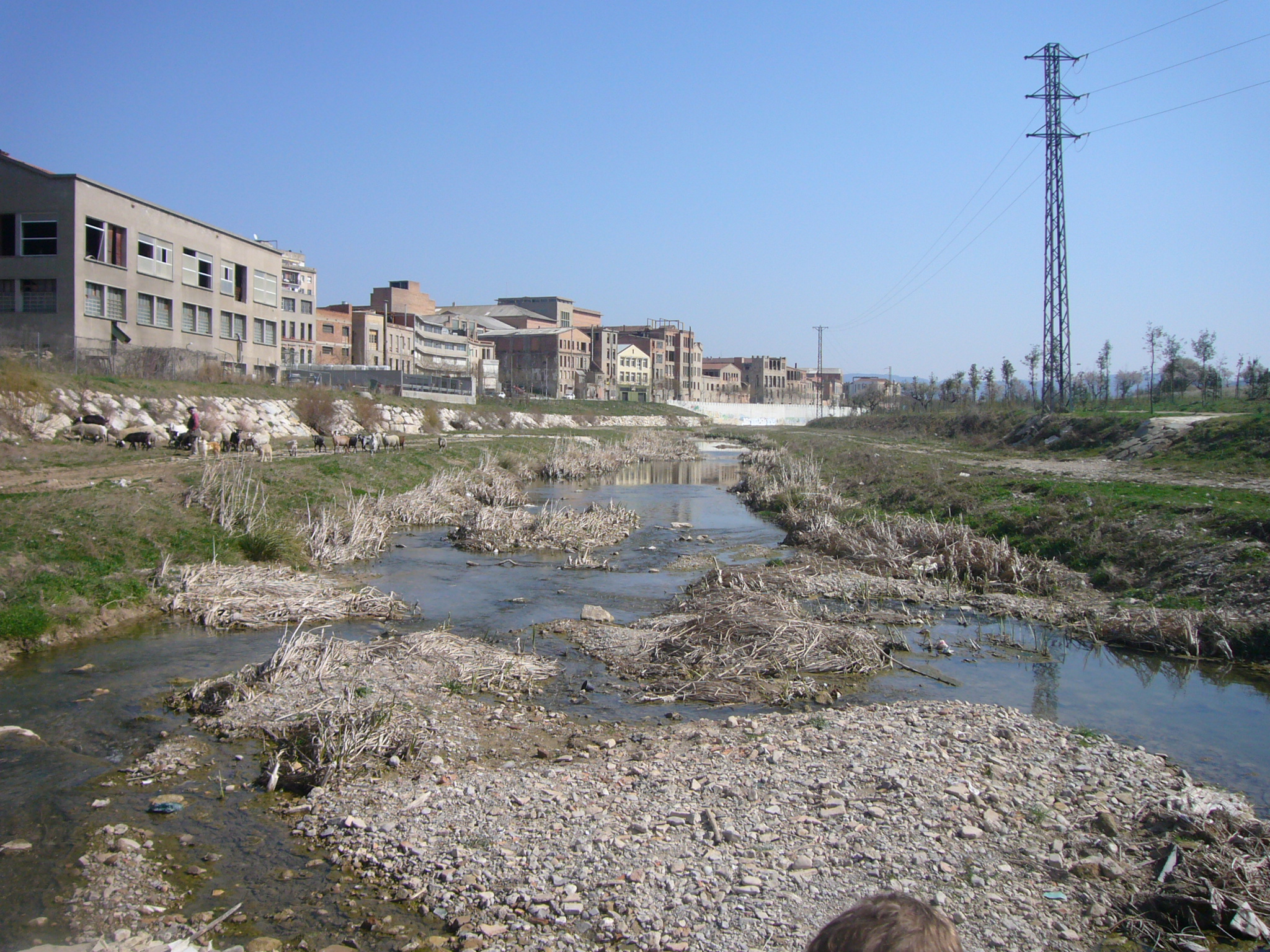
Teil der Stadt entlang des Flusses Anoia

## Städtepartnerschaften
- Partnerstädte von Igualada sind Lecco in der italienischen Region Lombardei, Guimarães in der portugiesischen Region Norte und Aksakowo in der bulgarischen Oblast Warna.

## Söhne und Töchter der Stadt
- Joseph Tous y Soler (1811–1871), römisch-katholischer Ordenspriester im Orden der Minderen Brüder Kapuziner
- Pere (Pedro) Vives Vich (1858–1938), Pionieroffizier und erster Kommandeur des Ejército del Aire sowie Politiker
- Gaspar Camps i Junyent (1874–1942), Maler, Illustrator und Plakatkünstler
- Josep Muset i Ferrer (1889–1957), Organist, Komponist und Priester
- Francesca Madriguera i Rodon (1900–1965), klassische Pianistin und Komponistin
- Juan Riba (1900–1973), Ruderer[4]
- Jaume Padrós i Montoriol (1926–2007), katalanischer Pianist und Komponist
- Teresa Gimpera (1936–2024), Schauspielerin und Model
- Jordi Savall i Bernadet (* 1941), Musikwissenschaftler, Gambist und Leiter musikalischer Ensembles
- Sita Murt (1946–2014), Modedesignerin und Unternehmerin
- Ramon Enrich (* 1968), Maler und Bildhauer
- David Fernández Ortiz (* 1970), Komiker
- José Antonio González Cobacho (* 1976), Geher[5]
- Josep Clotet Ruiz (* 1977), Fußballtrainer
- Roger Roca (* 1978), Langstreckenläufer und Duathlet
- Alba Vergés i Bosch (* 1978), Politikerin
- Diana Gómez (* 1989), Schauspielerin[6]
- Bernat Jaume (* 1995), Squashspieler